# Mirianne Brûlé
Pour les articles homonymes, voir Brûlé.
Mirianne Brûlé est une actrice canadienne née le 3 avril 1984 à Saint-Charles-Borromée (Québec, Canada). Elle est connue par les jeunes pour son rôle de Sélina Laporte-Carpentier dans Ramdam diffusé à l'époque à Télé-Québec.

## Biographie
Les deux parents de Mirianne Brûlé sont musiciens.
Mirianne Brûlé commence à suivre des cours de danse créative à l'âge de six ou sept ans, donnés par sa professeure de ballet, Sylvie-Catherine Beaudoin, une comédienne. À l'âge de sept ans, Mirianne fait de la figuration, dans la série Au nom du père et du fils, elle y voit Beaudoin jouer un rôle et ça l'impressionne. C'est à partir de cette expérience qu'elle dit à sa mère qu'elle veut faire ce métier. Sylvie-Catherine Beaudoin mentionne aux parents de Mirianne qu'elle la trouve particulièrement expressive et à l'aise et elle l'encourage à commencer une carrière de comédienne. C'est elle qui la guide et qui l'aide à trouver une agence et à comprendre le métier de comédienne. Parce que les parents de Mirianne Brûlé ne connaissent pas ce milieu. Sylvie-Catherine Beaudoin a une grande importance en début de carrière de Brûlé puisque c'est elle qui guide les parents de Brûlé dans le métier de comédienne.
Brûlé se souvient que Sylvie-Catherine Beaudoin lui a dit d'être proactive et de faire sa chance.
Depuis quelque temps, elle occupe deux emplois, dont l’un est dans un restaurant de poke bowls qui appartient à son conjoint Léo, dont elle y travaille comme serveuse de temps en temps. Elle est aussi responsable des photos pour les promos et Instagram. Quand elle revient à Montréal, elle fait son métier de comédienne,.

## Vie privée
Elle est en couple avec Jason Roy Léveillée de 2007 jusqu'à la fin de 2017. En août 2018, Mirianne Brûlé et Jason Roy Léveillée mettent leur condo en vente pour la somme de 389 000 $. Celui-ci étant situé à Montréal dans l'arrondissement du Plateau-Mont-Royal.
Elle annonce en août 2018 qu'elle est en couple avec Leo Manzur, un chef cuisinier originaire de l'Argentine,. Le 24 août 2019, elle accouche de sa fille Camila après huit heures de travail,.

## Formation
- 2006 - 2007 - Théâtre Parenthèse[10]
- 2009 - Cours de diction
- 2009 - Cours de VHC
- 2011 - Phonétique et diction, corps et voix
- 2013 - Cours de chant
- 2014 - Chant choral
- 2016 - Captures de mouvements
- 2016 - Voix pub
- 2017 - Surimpression vocale

## Filmographie

### À la télévision
- 1994 : Montréal P.Q. : Amélie
- 1995 : Le Club des 100 watts 2e génération : Maude Cloutier
- 1995 : L'Instit (saison 3, épisode 5 : Le Boulard) : Charlotte
- 1996 - 2001 : Le Retour : Pascale Hamelin
- 1997 : Les Aventures de la courte échelle : 2e saison : Carmen
- 1997 : L'Enfant des Appalaches : Sara
- 1998 : L'Ombre de l'épervier : Jeanne D'Arc
- 2001 - 2008 : Ramdam : Sélina Laporte-Carpentier
- 2004 - 2005 : Un monde à part : Mégan Lapointe
- 2007 - 2014 : Destinées : Noémie
- 2008 - 2009 : Grande fille : Océanne
- 2011 - 2014 : 1,2,3... géant ! : Rose
- 2013 : Trauma : Nadia Cournoyer
- 2014 - 2016 : 30 vies : Éléonore
- 2016 : Toi & moi : Marie-Soleil (saison 3)
- 2017 : Pilote Académie : artiste invitée
- 2018 : Les Flots : artiste invitée
- 2018 : OffVlog - Les apprentis : coloc
- 2019 : Cheval-Serpent : Kittie (saison 2)
- 2020 : District 31 : Cindy [11]
- 2022 : Stat : l'enquêteuse Allard
- 2023 : Indéfendable : Élodie Bureau

### Au cinéma
- 2001 : Mariages : Thérèse
- 2010 : 2 frogs dans l'Ouest[12] : Marie Deschamps
- 2010 : Le Poil de la bête[13] : Sophie Labotte
- 2018 : Les Scènes fortuites de Guillaume Lambert : la fée des étoiles

### Doublage
- 2009 : Astro (version française de Astro Boy)[14]

### Courts métrages
- 1998 : Léa (court métrage)[15] : Léa
- 2004 : Voir un ami pleurer, court-métrage réalisé par Mariloup Wolfe sur la prévention du suicide[16]

### Websérie
- 2009 : chezjules.tv : Fleur

## Prix et distinctions
- 2005 : Gémeau de la meilleure actrice (émission jeunesse) [17]